# Mogor (La Coruña)
Mogor (llamada oficialmente Santa María de Mogor) es una parroquia del municipio de Mañón, en la provincia de La Coruña, Galicia, España.

## Entidades de población
Entidades de población que forman parte de la parroquia:
- Barbeita
- Campo (O Campo)
- Casal (O Casal)
- Estación (A Estación)
- Esteiro (O Esteiro)
- Fábrica (A Fábrica)
- Fraixo (O Fraixo)
- Insuas (As Insuas)
- Mogor
- Molino del Viento (O Muíño do Vento)
- Puerto del Barquero (O Porto do Barqueiro)
- Pumar de Vale
- Sabaído
- Salto (O Salto)
- San Fiz
- Vilar (O Vilar)

## Despoblado
- Debesa (A Devesa)

## Demografía
| Gráfica de evolución demográfica de Mogor entre 2000 y 2022 |
|                                                             |
| Población de derecho según el padrón municipal del INE      |